# Río Urueña
Río Urueña är ett vattendrag i Argentina. Det ligger i den norra delen av landet, 1 100 km nordväst om huvudstaden Buenos Aires.
I omgivningarna runt Río Urueña växer i huvudsak lövfällande lövskog. Runt Río Urueña är det mycket glesbefolkat, med 3 invånare per kvadratkilometer.